# Dircenna dero
Espèce
Dircenna dero est un insecte lépidoptère  de la famille des Nymphalidae, de la sous-famille des Danainae et du genre Dircenna.

## Dénomination
Dircenna dero a été décrit par Jacob Hübner en 1823.

### Sous-espèces
- Dircenna dero dero
- Dircenna dero caliginosa Zikán, 1941; présent au Brésil.
- Dircenna dero celtina Burmeister, 1878
- Dircenna dero euteles Erschoff, 1875; présent au Brésil, au Surinam, en Guyana et en Guyane
- Dircenna dero euchytma (C. & R. Felder, [1865]); présent au Venezuela.
- Dircenna dero rhoeo C. & R. Felder, 1860; présent au Brésil.
- Dircenna dero ssp; présent au Mexique.
- Dircenna dero ssp; présent au Pérou.
- Dircenna dero ssp; présent au Brésil[1].

### Nom vernaculaire
Dircenna dero se nomme Dero Clearwing en anglais.

## Description
Dircenna dero est un papillon d'une envergure de 63 mm à  68 mm, à abdomen mince, aux ailes à apex arrondi avec les ailes antérieures beaucoup plus longues que les ailes postérieures et à bord interne concave. Les ailes sont transparentes avec des veines marron et une bordure marron, marquée de points blancs sur le revers.

## Biologie

### Plante hôte
La plante hôte de la chenille de  Dircenna dero euchytma est Solanum ochraceo-ferrugineum.

## Écologie et distribution
Dircenna dero est présent au Mexique, au Nicaragua, au Honduras, au Costa Rica, à Panama, au Venezuela, en Colombie en Équateur, au Brésil, au Pérou, en Guyana et en Guyane,.

### Protection
Pas de statut de protection particulier.